# العلاقات الكيريباتية النيبالية
العلاقات الكيريباتية النيبالية هي العلاقات الثنائية التي تجمع بين كيريباتي ونيبال.

## مقارنة بين البلدين
هذه مقارنة عامة ومرجعية للدولتين:
| وجه المقارنة                                              | كيريباتي                        | نيبال                             |
| --------------------------------------------------------- | ------------------------------- | --------------------------------- |
| المساحة (كم2)                                             | 811                             | 147.18 ألف                        |
| عدد السكان (نسمة)                                         | 116.40 ألف                      | 29.40 مليون                       |
| الكثافة السكانية (ن./كم²)                                 | 14.35 ألف                       | 199.76                            |
| العاصمة                                                   | جنوب تاراوا                     | كاتماندو                          |
| اللغة الرسمية                                             | لغة إنجليزية، اللغة الكيريباتية | اللغة النيبالية                   |
| العملة                                                    | دولار كريباتي، دولار أسترالي    | روبية نيبالية                     |
| الناتج المحلي الإجمالي (بليون دولار)                      | 196.15 مليون                    | 24.47 مليار                       |
| الناتج المحلي الإجمالي (تعادل القوة الشرائية) بليون دولار | 224.26 مليون                    | 70.20 مليار                       |
| الناتج المحلي الإجمالي الاسمي للفرد دولار أمريكي          | 1.42 ألف                        | 743                               |
| الناتج المحلي الإجمالي للفرد دولار أمريكي                 | 1.81 ألف                        | 2.37 ألف                          |
| مؤشر التنمية البشرية                                      | 0.590                           | 0.548                             |
| رمز المكالمات الدولي                                      | +686                            | +977                              |
| رمز الإنترنت                                              | .ki                             | .np                               |
| المنطقة الزمنية                                           |                                 | UTC+05:45، التوقيت الموحد لنيبال ‏ |

## منظمات دولية مشتركة
يشترك البلدان في عضوية مجموعة من المنظمات الدولية، منها:
| علم المنظمة | اسم المنظمة                   | تاريخ انضمام كيريباتي | تاريخ انضمام نيبال |
| ----------- | ----------------------------- | --------------------- | ------------------ |
|             | مؤسسة التنمية الدولية         | 2 أكتوبر 1986         | 6 مارس 1963        |
|             | مؤسسة التمويل الدولية         | 2 أكتوبر 1986         | 7 يناير 1966       |
|             | منظمة حظر الأسلحة الكيميائية  | ?                     | ?                  |
|             | الأمم المتحدة                 | 14 سبتمبر 1999        | 14 ديسمبر 1955     |
|             | البنك الدولي للإنشاء والتعمير | 29 سبتمبر 1986        | 6 سبتمبر 1961      |
|             | الاتحاد البريدي العالمي       | ?                     | ?                  |
|             | بنك التنمية الآسيوي           | 1974                  | 1966               |
|             | يونسكو                        | 24 أكتوبر 1989        | 1 مايو 1953        |

## وصلات خارجية
- موقع وزارة الخارجية النيبالية